# Oblat
Pour les articles homonymes, voir Oblate.
Un oblat et une oblate sont des laïcs qui vivent dans un monastère catholique, en partagent la vie spirituelle, et en observent les règles mais, contrairement aux moines et moniales, ils ne prononcent pas de vœux ni ne renoncent au costume laïque.
Un laïc peut souhaiter faire don de ses biens matériels au monastère avant d'y devenir oblat, reflétant ainsi l'étymologie: Le mot français « oblat » vient du latin oblatus « offert », qui a donné oblatio « don ».
Si le catholicisme reconnaît les oblats et oblates depuis ses débuts,
les dispositions du droit canon qui régissent l'oblature ont évolué depuis lors. Aux premiers temps, les oblats étaient des enfants que leurs parents avaient donnés à un monastère qui s'était engagé à assurer leur éducation.

## Définition
Selon le CNRTL, la définition ancienne de l'oblat correspond à l'enfant d'une famille qui était autrefois remis par ses parents à un monastère afin qu'il consacrât sa vie à Dieu. La définition usuelle caractérise un homme ou une femme s'étant rattaché à une communauté religieuse, généralement « après lui avoir fait don de ses biens » et qui en « observe les règlements mais sans prononcer de vœux ni renoncer au costume laïque. »

## L'oblature autrefois
Dans l'Antiquité, les mots latins oblatus et oblatio avaient un sens juridique.
Les théoriciens contemporains de l'oblature bénédictine[Qui ?] fondent la spiritualité de cette pratique dans la traduction latine de l'épître de Paul aux Éphésiens (chap. 5, v. 2) qui qualifie d'oblatio l'offrande que le Christ a faite de lui-même (voir aussi le chapitre 10 de l'Épître aux Hébreux).
Dans l'ancien monachisme chrétien (Églises catholique et orthodoxe), en particulier dans la Règle du Maître et dans la règle de saint Benoît (chapitre 59), Oblatus désignait des enfants, nobles ou non, qui, après une demande de leur famille, étaient « offerts » au service de Dieu dans un monastère chargé de les élever et de les prendre en charge matériellement et spirituellement. Il s'agissait d'encadrer l’accueil — matériel, éducatif et spirituel — d’enfants que leurs parents ne voulaient ou ne pouvaient plus assumer. Le chapitre 59 apporte une réponse monastique à un fait social autant, sinon plus, que religieux.
- « Les mentalités actuelles peuvent s'étonner d'une telle disposition, mais il faut comprendre que, dans l'Antiquité romaine, la patria potestas (pouvoir paternel) donne au pater familias un droit absolu, la vitae necisque potestas (pouvoir de vie et de mort), sur ses enfants, son épouse et ses esclaves qui sont, selon l'expression légale sub manu (sous sa main) »[4],[3].

Un don, le plus souvent financier, était demandé aux familles aisées, en contrepartie de l'éducation de leur enfant et d'une protection ecclésiastique, similaire à celle qui était accordée aux moines. Les oblats étaient pris en charge par l'ensemble des moines et, comme eux, ils étaient soumis aux règles d'obéissance, de pauvreté et de chasteté. La Règle du Maître prévoyait déjà qu'ils puissent un jour ratifier personnellement leur donation. Saint Benoît n'en dit rien et l'histoire montre que tel n'a pas toujours été le cas. Les oblats suivaient en théorie la vie de la communauté mais bénéficiaient d'un traitement privilégié (alimentaire principalement) adapté à leur jeune âge, selon des modalités qui relevaient de l'abbé et des coutumes locales. Louis le Pieux en 817 leur réserva l'accès aux écoles internes des monastères, instituant pour les autres enfants des écoles externes. L'oblature est ainsi à l'origine de l'institution des écoles monastiques ouvertes aux enfants.
Au Moyen Âge déjà, et longtemps avant la fin de ce système par lequel des patriciens, mais aussi de simples gens, imposaient un choix de vie à leurs enfants, les oblats furent aussi des adultes qui s’offraient personnellement à un monastère.
Les uns s’affiliaient à un monastère pro remedio animae (« pour remède de l'âme ») :
- en s’assurant de la prière des moines pour la conversion de leur conduite ;
- pour le salut de leur âme ;
- et souvent en demandant à être enterrés dans le cimetière monastique.

D'autres offraient leur activité en préférant l’ambiance monastique aux tourments des puissants seigneurs. Devenus adultes, de nombreux oblats remplirent de hautes charges dans le clergé : l'oblature présentait alors une importante occasion d'ascension sociale. Certains préféreront quitter le monastère pour mettre fin à cette vie qu'ils n'avaient pas choisie. Le droit veillera à ce qu'on leur donne l'occasion de ratifier ce choix de vie en toute intelligence dès qu'ils avaient atteint la maturité nécessaire à l'âge défini par le droit. Ce dernier a évolué au fil des siècles.
Le dixième concile de Tolède (au VIIe siècle) fixe à dix ans minimum l'âge auquel un enfant peut être donné par ses parents au service de Dieu:7 et le concile de Paris de 1212 ordonne que personne ne soit reçu avant l'âge de dix-huit ans. Il s'agit là de conciles provinciaux dont les décisions relèvent du droit particulier et témoignent d'usages locaux, non de principes juridiques généraux. Le droit général (Capitulaires carolingiens de louis le Pieux en 817, puis Décret de Gratien (à partir de 1140) préciseront les modalités de ratification de l'oblature. En Italie au moins, la pratique de l'oblature d'enfants a continué au-delà de cette date (cas de Thomas d'Aquin oblat du Mont-Cassin). Le concile de Constance stipule que les enfants ne soient pas admis aux ordres ou à la profession avant l'âge de la puberté.
- Les filles qui avaient été placées comme oblates dans des monastères sans faire profession pouvaient néanmoins changer de statut et se marier[10].

Le statut de l'oblature a évolué au cours des siècles. L'oblature d'enfant n'a jamais été vraiment abolie, mais elle est tombée en désuétude. C'est l'exigence du choix libre du genre de vie à l'âge de raison et l'interdiction d'accepter aux vœux des sujets contre leur gré – fermement réclamée dans le contexte des discussions associées aux conciles de Bâle et Constance et fermement statuée au Concile de Trente – qui a conduit l'oblature d'enfants à évoluer vers d'autres formes assimilées comme l'alumnat, les écoles monastiques, paroissiales et les collèges diocésains (Trente), les statuts de rendus, convers et donnés et bien sûr l'oblature d'adultes.

## Les oblats aujourd'hui
Un oblat est un chrétien affilié par un lien spécial à une communauté monastique de la famille bénédictine, sans lui appartenir au sens propre et canonique, notamment sans prononcer les mêmes vœux que les moines, mais en s'efforçant de vivre selon l'esprit du propos monastique et en recevant en échange un certain accompagnement spirituel.
Dans la pratique actuelle, de nombreuses communautés monastiques de type bénédictin (bénédictins et cisterciens) ont un certain nombre d'oblats. On distingue deux statuts de l'oblature, principalement en lien avec les monastères qui suivent la règle de saint Benoît : les oblats séculiers et les oblats réguliers.

### Oblatsséculiers
Les oblats séculiers font une promesse formelle privée (renouvelable chaque année ou pour la vie) de suivre la Règle de saint Benoît dans leur vie privée, à la maison et au travail, au plus près de leur situation particulière et des engagements antérieurs pris.
Dans plusieurs ordres, les oblats sont des hommes ou des femmes, mariés ou célibataires.

### Oblatsréguliers(ouconventuels)
Les oblats réguliers, dits aussi conventuels, vivent selon une règle auprès d'une communauté monastique, le plus souvent en son sein, en suivant les principales observances et en participant à la liturgie, sans toutefois prononcer des vœux publics de religion.
Le candidat à l'oblature prend, après une année de probation, un engagement simple de vie au monastère, engagement qui est reçu par le supérieur, en présence de toute la communauté. Les oblats partagent la vie, le travail et la prière des moines selon leur force, sous la responsabilité du supérieur ou d'un religieux délégué à cet effet et sans rémunération. Ils ne sont pas considérés comme moines ou moniales. Ils peuvent porter un habit religieux identique à celui des moines, ou légèrement distinct.
Ils ne prononcent pas formellement les trois vœux religieux (chasteté, pauvreté, obéissance), mais s'engagent à obéir au supérieur de la communauté.
L'oblat régulier ou le supérieur peuvent de leur propre initiative annuler cet engagement à tout moment, pour de justes raisons et, dans le cas où l'initiative viendrait de l'abbé, après consultation du chapitre.

## Oblats militaires
Par analogie avec l'oblature monastique, un système d'oblature militaire est attesté en France entre le XIIIe et le XVIIIe siècle.
Certains soldats et officiers méritants, devenus invalides à la suite de blessures importantes, pouvaient devenir pensionnaires de certains monastères. Cette pratique, envisagée depuis Philippe-Auguste, se répandit sous Saint Louis avec le retour en Europe de nombreux croisés rendus invalides.
Une décoration fut aussi instaurée (par le roi Henri III) pour récompenser ces officiers et soldats blessés au service de l'État : l'ordre de la Charité chrétienne (croix ancrée blanche et ruban bleu). Cette institution, sera perfectionnée par Henri IV, puis inspira plus tard à Louis XIV la fondation de l'Hôtel des Invalides. À partir de 1670 et jusqu'à la fin du XVIIIe siècle (principalement avec le début de la construction de l'Hôtel des Invalides à Paris), le système d'oblats militaires disparut progressivement.

## Quelques oblats célèbres

Quelques oblats
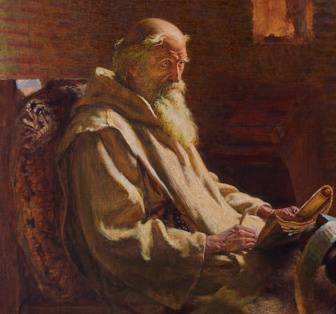
Saint Bède le Vénérable fut oblat.
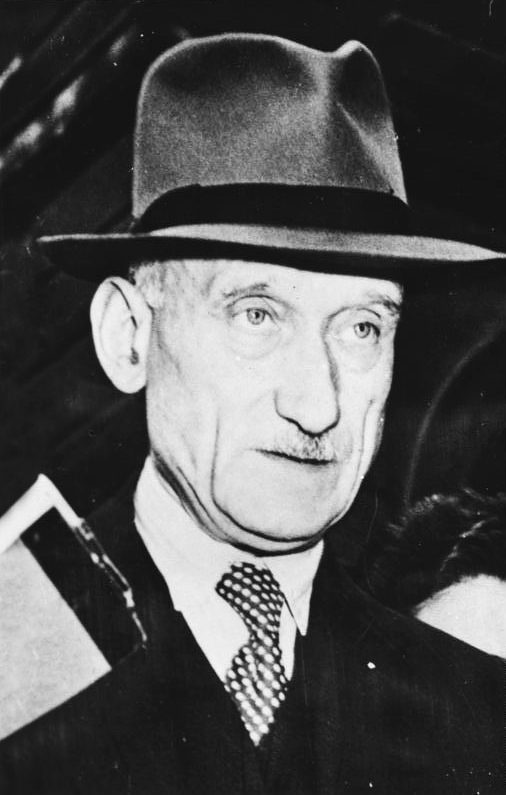
Robert Schuman, père de l'Europe, fut oblat
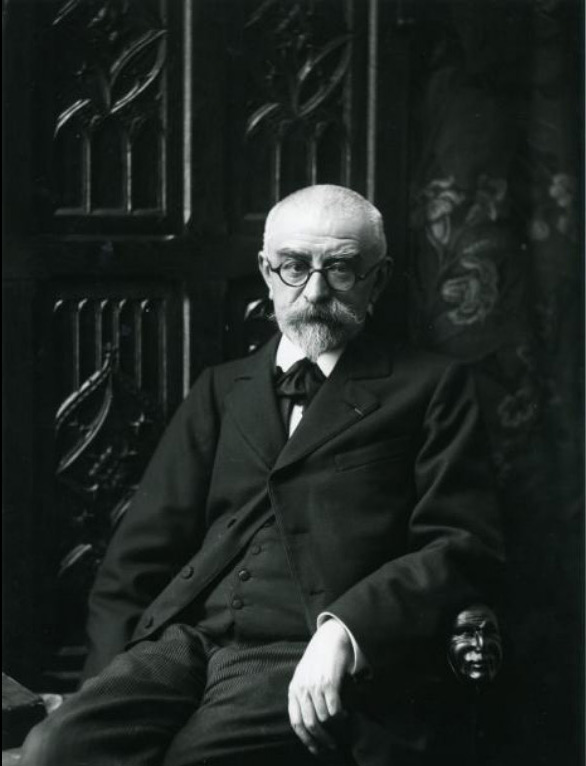
Huysmans, oblat bénédictin et auteur du livre L'Oblat
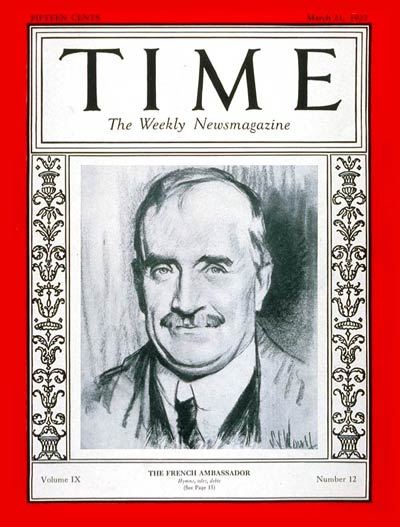
Paul Claudel, oblat bénédictin (Time Magazine, 21 mars 1927)
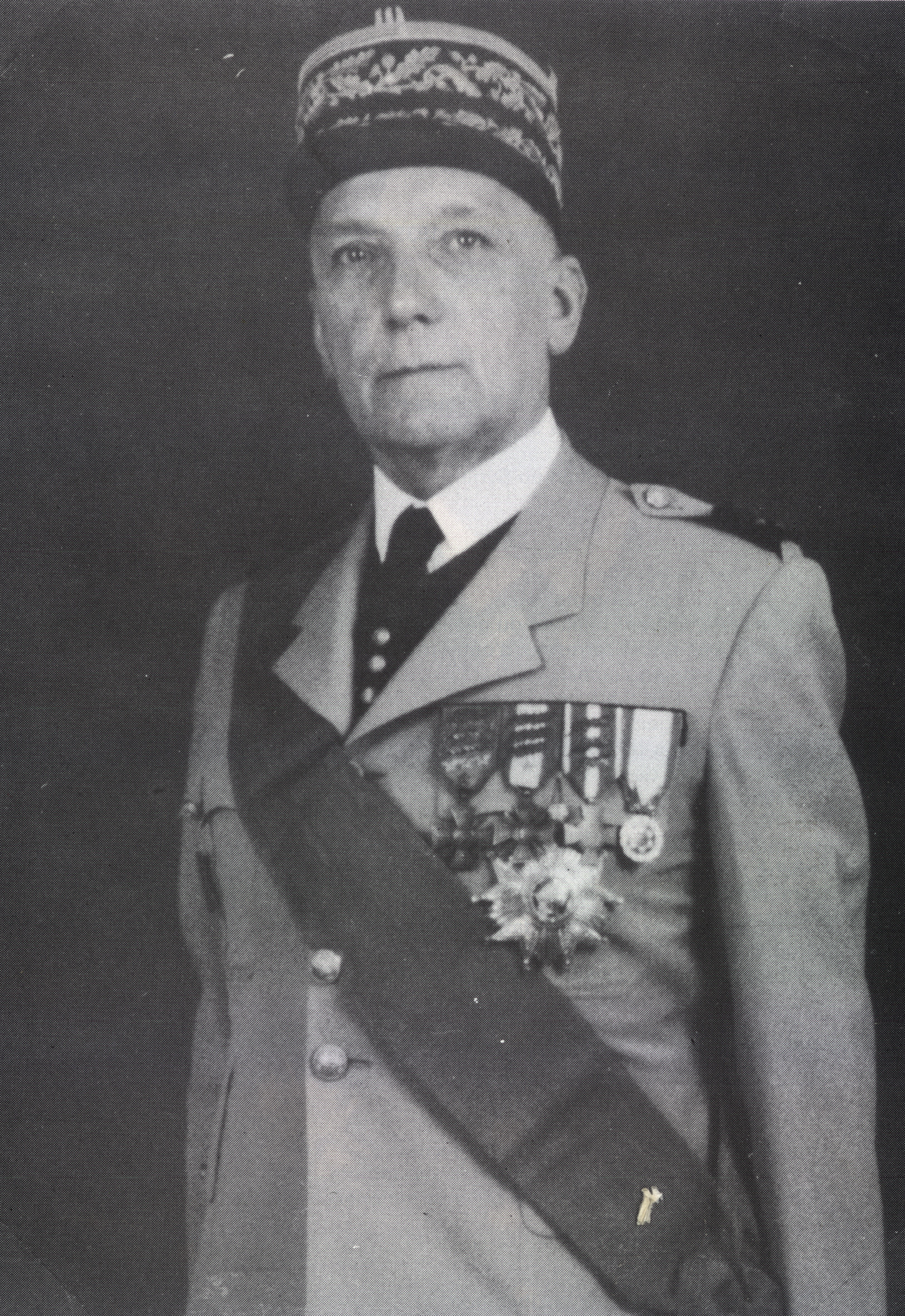
Le général Jean Olié a été oblat bénédictin.
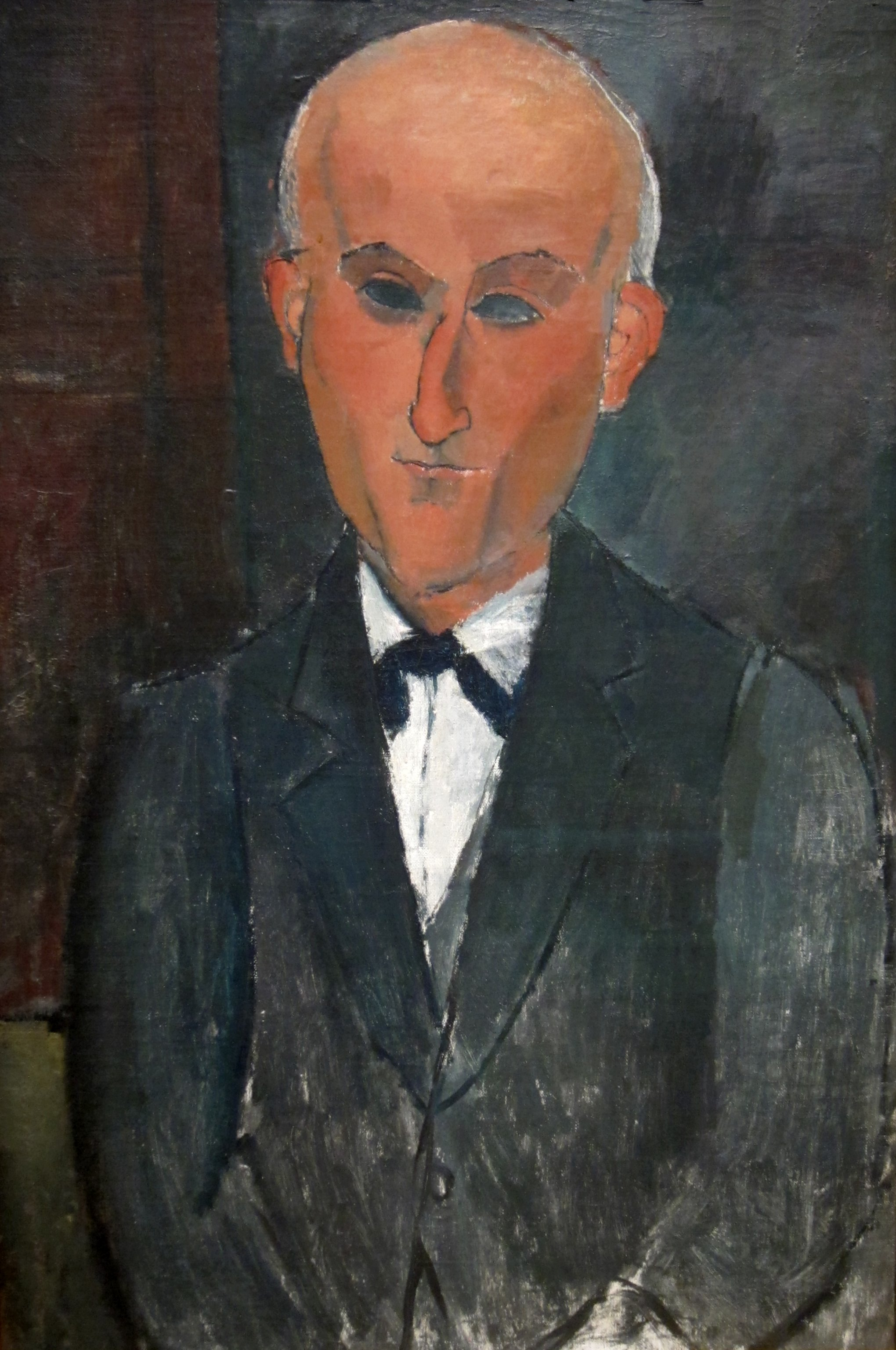
Max Jacob, oblat bénédictin, portrait par Modigliani.
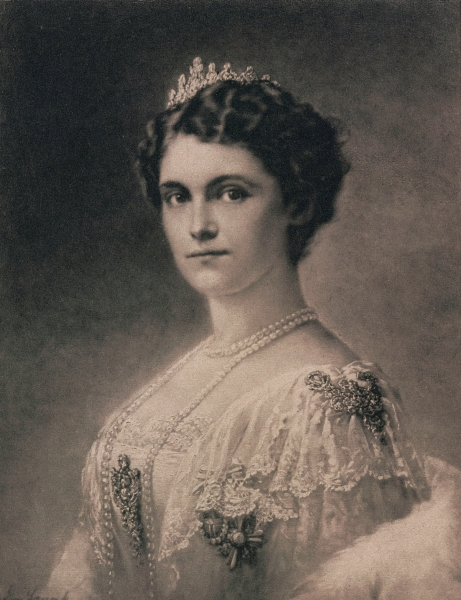
L'impératrice Zita de Bourbon-Parme en 1915.

- Bède le Vénérable (v. 672-735), philosophe anglo-saxon qui deviendra moine, puis proclamé un des 35 Docteurs de l'Église au XIXe siècle.
- Hildebrand, futur pape Grégoire VII, à Rome peut-être[15].
- Thomas d’Aquin (1224-1274), théologien et philosophe, ancien oblat du Mont-Cassin, devenu dominicain. Il sera proclamé Docteur de l'Église au XVIe siècle.
- Paul Claudel (1868-1955), écrivain français, membre de l'Académie française, grand-croix de la Légion d'honneur[16].
- Joris-Karl Huysmans (1848-1907), écrivain, membre de l'Académie Goncourt, auteur de L'Oblat (1903).
- Max Jacob (1876-1944), poète et romancier français, juif converti au catholicisme, mort le 5 mars 1944 emprisonné au camp de Drancy[17].
- Jacques Maritain (1882-1973), philosophe français.
- Robert Schuman (1886-1963), homme d'État français, considéré comme un des pères fondateurs de l'Union européenne[18].
- Xavier de Bourbon-Parme (1889-1977), duc de Parme, prétendant carliste au trône d'Espagne sous le nom de « Xavier Ier », fut oblat bénédictin de l'abbaye de Solesmes où il fut enterré en 1977 dans le cimetière réservé aux moines.
- L'impératrice Zita d'Autriche-Hongrie (1892-1989) (épouse de l'empereur Charles Ier d'Autriche et dernière impératrice d'Autriche), béatifiée par l'Église catholique, était oblate bénédictine de l'abbaye Saint-Pierre de Solesmes. Zita fit son oblature le 24 mai 1926. Sa mère, la duchesse Antónia de Parme, sa sœur, la princesse Isabelle, et son frère, Xavier de Bourbon-Parme furent aussi oblats de Saint-Pierre de Solesmes. Sa fille, l'archiduchesse Adélaïde, devint oblate de Solesmes le 18 mai 1931[19].
- Jean Olié (1904-2003), général d'armée, secrétaire général de la défense nationale, oblat bénédictin[20].
- Kathleen Norris (en), (1947-)poète et essayiste américaine.
- Bernard Hautecloque (1963-), historien français[21].
- Barbara Stühlmeyer, (1964-)musicienne et théologienne allemande.

## Ordres religieux portant le nom d'oblats
Le mot d'oblat est associé au nom de plusieurs congrégations ou instituts religieux non monastiques qui reprennent le terme d'oblats dans le sens de « offerts à Dieu » :
- les Oblats de Marie-Immaculée, fondée en 1826 par Eugène de Mazenod ;
- les Oblates de saint François de Rome, congrégation fondée en 1433 ;
- les Oblates de l'Assomption, congrégation fondée en 1865 ;
- les Oblats bénédictins de Sainte Scholastique, fondés en 1944 ;
- les Oblats de la Vierge Marie, congrégation de la Famille ignatienne fondée en 1816 sous le nom de Oblats de Marie Très Sainte , et sous cette nouvelle dénomination en 1826, par le Vénérable Père Bruno Lanteri ;
- les Oblates Missionnaires de l'Assomption, fondées en 1865 par le P.Emmanuel d'Alzon ;
- l'Institut séculier les Oblates missionnaires de Marie Immaculée, fondé par le P. Louis-Marie Parent, o.m.i. en 1952.